# East Lindsey
East Lindsey è un distretto del Lincolnshire, Inghilterra, Regno Unito, con sede a Manby.
Il distretto fu creato con il Local Government Act 1972, il 1º aprile 1974 da parte della precedente contea di Lindsey, dalla fusione del municipal borough di Louth con i distretti urbani di Alford, Horncastle, Mablethorpe and Sutton, Skegness e Woodhall Spa con il distretto rurale di Horncastle, il distretto rurale di Louth e il distretto rurale di Spilsby.

## Parrocchie civili
| - Aby with Greenfield - Addlethorpe - Alford - Alvingham - Anderby - Ashby with Scremby - Asterby - Aswardby - Authorpe - Baumber - Beesby with Saleby - Belchford - Belleau - Benniworth - Bilsby - Binbrook - Bolingbroke - Brackenborough with Little Grimsby - Bratoft - Brinkhill - Bucknall - Burgh le Marsh - Burgh on Bain - Burwell - Calcethorpe with Kelstern - Candlesby with Gunby - Carrington - Chapel St. Leonards - Claxby St Andrew - Claxby with Moorby - Claythorpe - Coningsby - Conisholme - Covenham St Bartholomew - Covenham St Mary - Croft - Cumberworth - Dalby - Donington on Bain - East Barkwith - East Keal - East Kirkby - Eastville - Edlington with Wispington - Elkington - Farlesthorpe - Firsby - Fotherby - Friskney - Frithville and Westville - Fulletby - Fulstow - Gautby - Gayton le Marsh - Gayton le Wold - Goulceby - Grainsby - Grainthorpe - Great Carlton - Great Steeping - Great Sturton - Greetham with Somersby - Grimoldby | - Hagworthingham - Hainton - Hallington - Haltham - Halton Holegate - Hameringham - Hannah cum Hagnaby - Harrington - Hatton - Haugh - Haugham - Hemingby - High Toynton - Hogsthorpe - Holton le Clay - Horncastle - Horsington - Hundleby - Huttoft - Ingoldmells - Irby in the Marsh - Keddington - Kirkby on Bain - Langriville - Langton - Langton by Spilsby - Langton by Wragby - Legbourne - Little Carlton - Little Cawthorpe - Little Steeping - Louth - Low Toynton - Ludborough - Ludford - Lusby with Winceby - Mablethorpe and Sutton - Maidenwell - Maltby le Marsh - Manby - Mareham le Fen - Mareham on the Hill - Markby - Market Stainton - Marshchapel - Mavis Enderby - Midville - Minting - Muckton - Mumby - New Leake - North Coates - North Cockerington - North Ormsby - North Somercotes - North Thoresby - Orby - Partney - Raithby - Raithby cum Maltby - Ranby - Reston | - Revesby - Rigsby with Ailby - Roughton - Saltfleetby - Sausthorpe - Scamblesby - Scrivelsby - Sibsey - Skegness - Skendleby - Skidbrooke with Saltfleet Haven - Sotby - South Cockerington - South Ormsby cum Ketsby - South Somercotes - South Thoresby - South Willingham - Spilsby - Stenigot - Stewton - Stickford - Stickney - Stixwould and Woodhall - Strubby with Woodthorpe - Swaby - Tathwell - Tattershall - Tattershall Thorpe - Tetford - Tetney - Theddlethorpe All Saints - Theddlethorpe St Helen - Thimbleby - Thornton le Fen - Thorpe St. Peter - Toynton All Saints - Toynton St Peter - Tumby - Tupholme - Ulceby with Fordington - Utterby - Waddingworth - Wainfleet All Saints - Wainfleet St Mary - Waithe - Walmsgate - Well - Welton le Marsh - Welton le Wold - West Ashby - West Barkwith - West Fen - West Keal - West Torrington - Wildmore - Willoughby with Sloothby - Withcall - Withern with Stain - Wood Enderby - Woodhall Spa - Wragby - Wyham cum Cadeby - Yarburgh |